# Astabil multivibrator
En astabil multivibrator är en elektrisk svängningskrets som bara har två lägen, det vill säga på eller av. Det finns tre typer av astabila multivibratorer som i princip alltså levererar fyrkantsvåg ut och de är som följer:

## Astabil multivibrator med transistorer

Astabil multivibrator med bipolära transistorer

### Grundläggande funktion
Antag att Q1 leder och Q2 spärrar.
Stadium1:
Q1 håller botten av R1 (och den vänstra sidan av C1) nära jord (0 V).
Högra sidan av C1 (och basen på Q2) laddas då av R2 från under jord till 0,6 V.
R3 drar basen på Q1 hög men bas-emitterdioden förhindrar att spänningen blir högre än 0,6 V.
R4 laddar högra sidan av C2 upp till matningen (+V). På grund av att R4 är mindre än R2, laddas C2 snabbare än C1.
När basen på Q2 når 0,6 V, börjar Q2 leda och följande positiva återkoppling uppstår:
Q2 drar abrupt högra sidan av C2 till jord.
På grund av att spänningen över kondensatorn inte plötsligt kan ändras, kommer vänstra sidan av C2 plötsligt falla gott och väl under 0 V.
Q1 slutar leda på grund av det plötsliga försvinnandet av dess basspänning.
R1 och R2 jobbar för att dra båda ändar av C1 mot +V vilket kompletterar Q2:s igångsättning. Processen stoppas av BE-dioden hos Q2, som inte kommer låta den högra sidan av C1 öka speciellt mycket.
Detta tar oss nu till stadium 2, som är spegelvändningen av initieringstillståndet, där Q1 är spärrad och Q2 leder. Då kommer R1 snabbt dra C1:s vänstra sida mot +V, medan R3 mer långsamt drar C2:s vänstra sida mot 0,6 V. När C2:s vänstra sida når 0,6 V repeteras alltihop.
Man kan visa att frekvensen blir:
{\displaystyle f_{0}={\frac {1}{\ln {2}\cdot (R_{2}C_{1}+R_{3}C_{2})}}} Hertz
Om R2 = R3 = R och C1 = C2 = C kan ovanstående förenklas till
{\displaystyle f_{0}={\frac {1}{2RC\ln {2}}}} Hertz

## Astabil multivibrator med grindar

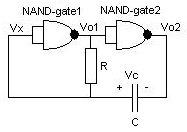
Astabil multivibrator med NAND-grindar

En astabil multivibrator med grindar kan konstrueras med tre olika typer av grindar (bara alla ingångar är ihopdragna). Dessa är NAND (Not AND), NOR (Not OR) eller inverterare. 
Denna krets fungerar tyvärr endast med CMOS-kretsar ur exempelvis 74HC-serien eller 4000-serien, eftersom drivning av TTL-ingångar kräver att den drivande enheten kan sänka ström (se TTL).
Man kan visa att frekvensen blir:
{\displaystyle f_{0}={\frac {1}{2RC\ln {3}}}} Hertz

## Astabil multivibrator med Schmittrigger

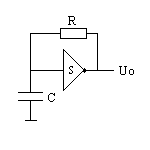
Astabil multivibrator med Schmittrigger-inverterare

Bilden visar en astabil multivibrator med hjälp av en Schmittrigger-inverterare modell 74HC14. Den inbyggda hysteresen i 74HC14 gör att man bara behöver koppla ett motstånd (R) och en kondensator (C) för att få en självsvängande krets kallad astabil multivibrator. Kretsen har faktiskt visat sig ha ett mycket litet fasbrus (dvs rippel i tidsled) som dock mest beror på vilken typ av kondensator man använder. Bäst är olika typer av plastkondensatorer då de är mycket stabila temperaturmässigt. Sämst är olika typer av keramiska kondensatorer då de tenderar att vara instabila vad beträffar temperaturkoefficienter. Men det finns stabila keramiska material också. Ett sådant är NP0 men de kondensatorerna är i regel mycket små kacitansmässigt.
Frekvensen är ungefär:
{\displaystyle f_{0}={\frac {1}{0.8RC}}} Hertz

## Astabil multivibrator med OP/Komparator

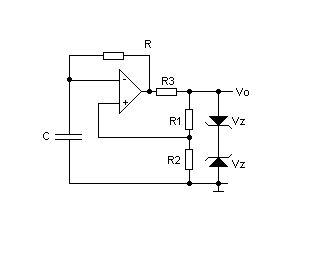
Astabil multivibrator med OP

Zenerdioderna, Vz, i figuren gör att man kan begränsa utgångssvinget dels för att en operationsförstärkare inte alltid svänger lika mycket åt båda hållen dels för att anpassa kretsen till nästkommande krets. Man kan tom använda sig av endast en zenerdiod på till exempel 4,7 V och få TTL-nivå ut (TTL klarar -0,7 V). Dock blir pulsbreddsförhållandet asymmetriskt då och frekvensen sjunker med typiskt 25 %. R3 begränsar strömmen genom zenerdioderna och behöver sällan vara mer än något kiloOhm. Multivibratorn kräver både positiv och negativ matningsspänning.
Man kan visa att frekvensen blir:
{\displaystyle f_{0}={\frac {1}{2RC\ln {\frac {1+\beta }{1-\beta }}}}={\frac {1}{2RC\ln {(1+{\frac {2R_{1}}{R_{2}}})}}}} Hertz
Om R1 = R2 kan ovanstående förenklas till
{\displaystyle f_{0}={\frac {1}{2RC\ln {3}}}} Hertz